# Mount Wasilewski
Mount Wasilewski ist ein markanter, isolierter und 1615 m hoher Berg im westantarktischen Ellsworthland. Er ragt 15 km ostsüdöstlich der Merrick Mountains auf.
Teilnehmer der US-amerikanischen Ronne Antarctic Research Expedition (1947–1948) entdeckten und fotografierten ihn aus der Luft. Das Advisory Committee on Antarctic Names benannte ihn 1966 nach Peter Joseph Wasilewski Jr. (* 1939), Mitglied der Mannschaften von der University of Wisconsin, die von 1961 bis 1962 und von 1965 bis 1966 dieses Gebiet erkundet hatten.